# Фульвени

Будова фульвену

Фульвени (англ. fulvenes, рос. фульвены) — вуглеводень фульвен і його похідні, утворені шляхом заміщення (а в розширенні — аналоги, утворені заміною одного або більше вуглецевих атомів фульвенового скелета на гетероатом).